# STS-41-C
La STS-41-C è una missione spaziale del programma Space Shuttle.

## Equipaggio
- Comandante: Robert L. Crippen (3)
- Pilota: Francis R. Scobee (1)
- Specialista di missione: George D. Nelson (1)
- Specialista di missione: James D. A. van Hoften (1)
- Specialista di missione: Terry J. Hart (1)

Tra parentesi il numero di voli spaziali completati da ogni membro dell'equipaggio, inclusa questa missione.

## Parametri della missione
- Massa:
  - Navetta al lancio: 115.361 kg
  - Navetta al rientro: 89.344 kg
  - Carico utile: 17.357 kg
- Perigeo: 222 km
- Apogeo: 468 km
- Inclinazione: 28,5°
- Periodo: 1 ora, 31 minuti e 24 secondi